# 小松勝豊
小松 勝豊（こまつ かつとよ）は、戦国時代の武将。

## 経歴・人物
八頭郡婆ヶ城主。天正3年（1575年）尼子勝久家臣の山中幸盛による攻略を受け討死した。